# La Scala (Album)
La Scala ist ein 1997 bei ECM Records veröffentlichtes Jazzalbum des US-amerikanischen Pianisten Keith Jarrett.

## Das Album
Das Album enthält Mitschnitte eines Solokonzertes des Pianisten, die am 13. Februar 1995 im Opernhaus von Mailand, dem Teatro alla Scala, aufgenommen wurden.
Für den Spielplan der Mailänder Scala war das Konzert etwas Besonderes, denn erstmals in ihrer bis dahin 197-jährigen Geschichte erhielt ein ausgewiesener Jazzmusiker die Möglichkeit, eines seiner Solokonzerte mit improvisierter Klaviermusik in diesem Opernhaus zu geben.
Auch für die Fangemeinde der Keith-Jarrett-Solokonzerte war es ein Ereignis, denn es war das erste Konzert dieser Art seit fast vier Jahren, seit dem Vienna Concert am 13. Juli 1991 in der Wiener Staatsoper.
Nach dem Vienna Concert hatte Jarrett Anfang bis Mitte der neunziger Jahre andere musikalische Schwerpunkte gesetzt:

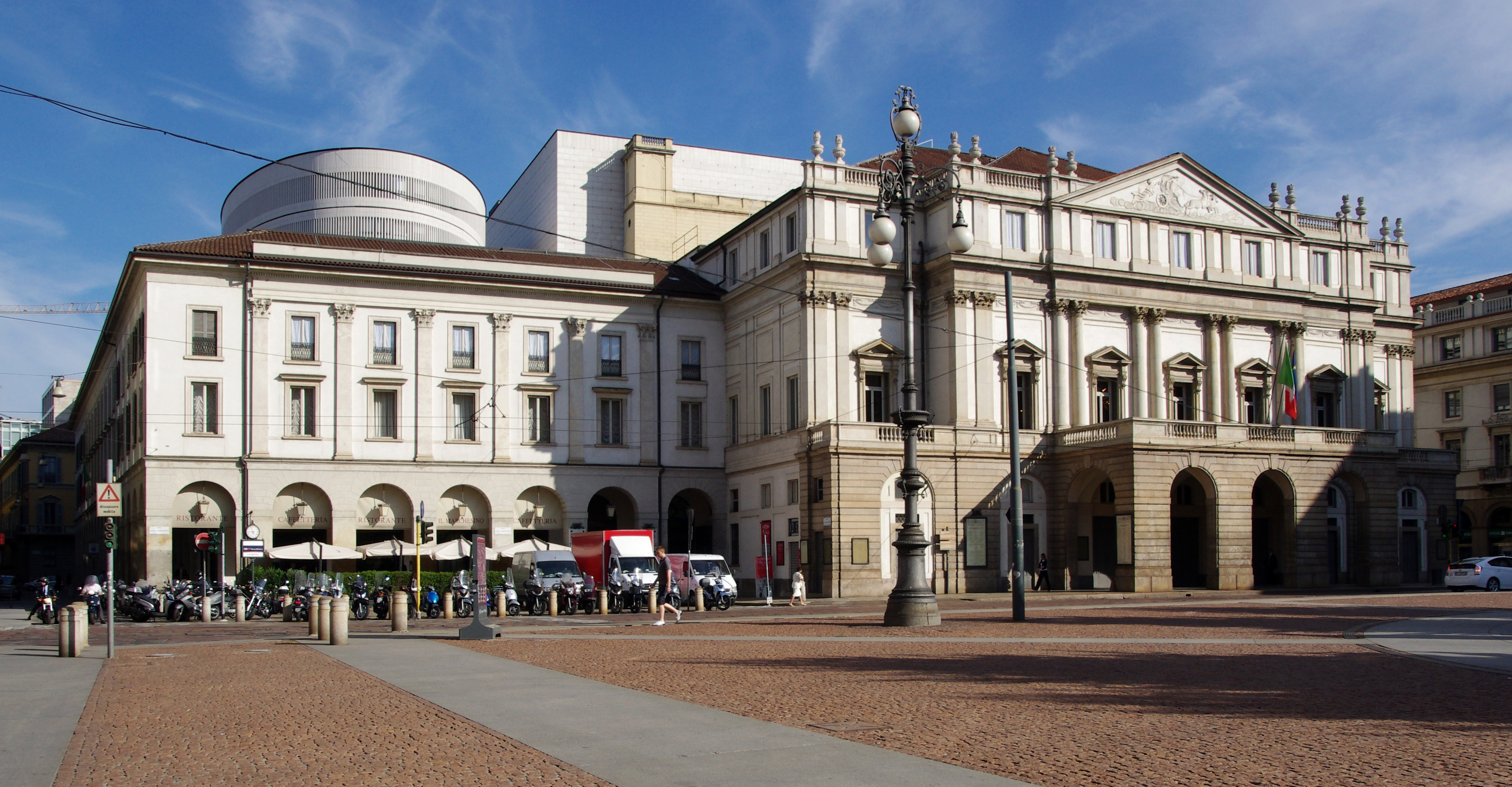
Das Opernhaus „La Scala“ in Mailand

Zum Ersten führte er die erfolgreiche Zusammenarbeit mit Gary Peacock (Bass) und Jack DeJohnette (Schlagzeug), seinem „Standardstrio“, weiter, wovon die Alben „Bye Bye Blackbird“ (1991, ECM) und „At The Blue Note – The Complete Recordings I-VI“ (1994, ECM) sowie das Musikvideo „The Keith Jarrett Trio Concert: Live At Open Theater East 1993“ (VideoArts Music, 1993) zeugen, zum Zweiten spielte er 1992 im Trio mit Gary Peacock (Bass) und Paul Motian (Schlagzeug) in Allentown, Pennsylvania, wovon ECM 1994 das Album „At the Deer Head Inn“ veröffentlicht hat, zum Dritten brachte er zusammen mit Thomas Crawford und The Fairfield Orchestra eigene zeitgenössische Werke – seine „Elegy for Violin and String Orchestra“, sein „Adagio for Oboe and String Orchestra“ und seine „Sonata for Violin and Piano“ – zur Aufführung (s. das Album „Bridge Of Light“ (1993, ECM)) und last but not least entfaltete er in diesem Zeitraum eine ausgeprägte Tätigkeit als Interpret klassischer oder zeitgenössischer Werke für Klavier und andere Tasteninstrumente. Hiervon zeugen die Alben „Dimitri Shostakovich – 24 Preludes and Fugues Op. 87“ (1991, ECM), „Johann Sebastian Bach: 3 Sonaten für Viola Da Gamba und Cembalo“ (1991, ECM), „Johann Sebastian Bach: The French Suites“ (1991, ECM), „Peggy Glanville-Hicks: Etruscan Concerto“ (1992, Music Masters), „Michala Petri/Keith Jarrett – J.S. Bach: Flute Sonatas“ (1992, RCA), „Georg Friedrich Händel: Suites For Keyboard“ (1993, ECM) und „Wolfgang Amadeus Mozart: Piano Concertos“ (1994, ECM).
Und nun kurz vor seinem 50. Geburtstag am 8. April 1995 ein Solokonzert des Künstlers in der Mailänder Scala mit „improvvizationi al pianoforte“. „Jarretts enorm kraftzehrende Solokonzerte – viele davon Hochämter reinster, komplett improvisierter Musik und zugleich Dokumente einer sich im Spiel immer wieder aufs Neue einstellenden Ekstase – gelten als Herzstück seines Schaffens“ beurteilt der Sammelband Jazz-Klassiker Keith Jarretts Solokonzerte. Und Wolfgang Sandner – der deutsche Biograf des Künstlers – meint über die Solokonzerte: „Jarretts Konzerte sind Besuche in der Werkstatt oder im Kreißsaal, Operationen am offenen Herzen der Musik unter Aufsicht der Öffentlichkeit.“ Die pianistischen Solokonzerte bildeten „in Jarretts Schaffen ein Kontinuum, bei dem sich … die stilistischen Merkmale immer wieder ähneln, die Ideen und Techniken virtuos mischen. Aber natürlich hat sich Jarrett im Laufe der Jahre pianistisch und musikalisch weiterentwickelt. Gegenüber den frühen, sagen wir: wild entschlossenen Einspielungen wirken die späteren Aufnahmen der achtziger und neunziger Jahre strukturell konturierter, auch wenn er mit hochvirtuoser Fingerfertigkeit die Klangmassen auftürmt und der Töneverbrauch enorm ist, wie 1995 in Part II von La Scala mit seinen rhythmischen Verzwicktheiten, überfallartigen Klangattacken und sich überschlagenden Läufen in beiden Händen. Der Eindruck ist nun viel mehr der eines Ad-hoc-Komponierens, wenn Jarrett improvisiert. Das bedeutet, wo früher ein Stück auch einmal aus den Fugen geriet, wie abrupt abgebrochen wirkte oder Klangschichten aneinanderstießen, die sich partout nicht verbinden lassen wollten, wird hier – trotz der Geschwindigkeit, mit der alles geschieht – eine übergeordnete Gestaltung spürbar, der Wille, etwas zusammenzufügen, was zusammen gehört.“
Folgt man der Beschreibung bei allmusic.com bestand das Live-Konzert und besteht das daraus hervorgegangene Album „La Scala“ insgesamt aus drei Teilen. Zunächst spielte Jarrett „zwei längere Improvisationen, einfach „La Scala, Part I und II“ bezeichnet. Das meiste dieser Musik ist recht lyrisch und romantisch. Der erste Teil (der fast 45 Minuten lang ist) startet balladenhaft, geht über in eine Passage mit Anklängen an amerikanische Indianermusik, bevor er sich wieder in eine Ballade auflöst. Der zweite Teil (nur 27½ Minuten lang) startet dissonant, entwickelt sich allmählich in eine friedvollere Stimmung und schließt ab mit den ursprünglichen dissonanten Klängen. Als Zugabe spielt Jarrett eine melodische und sehr schöne sechsminütige Interpretation von „Over the Rainbow“ und erhält am Schluss einen wohlverdienten Beifallssturm.“ „The Rough Guide to Jazz“ beschreibt die Improvisationen „La Scala, Part I und II“ in ähnlicher Weise: „La Scala Part I … beginnt andächtig mit klangvollen Akkorden und entwickelt sich langsam durch eine fernöstlich anmutende Passage zu einem jubilierenden Gospelfinale und einem ruhigen, hymnischen Schluss. Jarretts Mut zu warten und die Musik ihre eigene Länge finden zu lassen ist beachtenswert. La Scala Part II ist, im Gegensatz dazu, eine turbulente Meisterleistung. Jarrett spielt mit erstaunlicher Geschwindigkeit und brillanter Klarheit im Denken und in der Ausführung“. Wie bei jeder improvisierten Musik gibt es eine Vielzahl weiterer Interpretationen des Gehörten, etwa die Darstellung bei jazzreview.com, bei musicophiles.blog.com oder bei classical-music.com, um nur einige zu nennen. Das englischsprachige Wikipedia hört aus dem Höhepunkt von „La Scala Part I“ sogar ein Zitat der berühmten Arie Nessun Dorma aus der Oper Turandot des italienischen Komponisten Giacomo Puccini heraus.
Nach dem Konzert in der Mailänder Scala trat dann „etwas ein, das … eine wirklich ernste Zäsur in Jarretts Leben brachte. Im Frühjahr 1996 gab Jarrett noch mit seinem Trio zehn Konzerte in Japan, spielte danach beim Jazzfestival in Montreal und bei einigen Sommerfestivals in Europa, vor allem in Antibes bei «Jazz à Juan», wo er seit Jahren mit dem Trio regelmäßig gastierte. Vier Solo-Auftritte in Italien schlossen sich an“ sowie ein Mozartkonzert in Stuttgart (siehe hierfür die Alben „Tokyo ’96“ (1998, ECM), „A Multitude of Angels“ (veröffentlicht 2016) und „Wolfgang Amadeus Mozart: Piano Concertos“ (1996, ECM) sowie das Musikvideo „Keith Jarrett Trio Concert 1996“ (1996, Videoarts)). „Danach aber hörte die Öffentlichkeit fast drei Jahre lang nichts mehr von ihm. Keith Jarrett war verstummt, und erst im Jahr 1999, nachdem er wieder einige Trio-Auftritte bestritten hatte, zunächst in Amerika, dann zögernd auch wieder in Europa, wurde allmählich bekannt, dass er nicht nur eine kleine Schaffenskrise oder schnöde Finanzprobleme hatte überwinden müssen. Bei Keith Jarrett war ein Chronisches Fatigue-Syndrom diagnostiziert worden, das ihn nicht nur zur vollständigen Aufgabe seiner Konzerttätigkeit zwang, sondern ihn auch vollständig apathisch werden ließ.“ Für zwei bis drei Jahre war Keith Jarrett „außer Gefecht gesetzt“. Erst mit dem in seinem privaten Musikstudio aufgenommenen Soloalbum „The Melody at Night, with You“ (1998, ECM) meldete er sich in Bestform wieder zurück.

## Die Mitwirkenden

### Der Musiker und sein Instrument
- Keith Jarrett – Piano

### Die Produzenten
- Jan Erik Kongshaug – Remixing
- Manfred Eicher – Remixing
- Judith Joy Ross – Liner Photo
- Mayo Bucher – Covergrafik
- Michael Hofstetter – Coverdesign
- Manfred Eicher – Produzent

## Die Titelliste
- Keith Jarrett: La Scala (ECM 1640 (537 268-2))
  1. „La Scala, Part 1“ (Keith Jarrett) – 44:54
  2. „La Scala, Part 2“ (Keith Jarrett) – 27:42
  3. „Over the Rainbow“ (Harold Arlen, E.Y. Harburg) – 6:01

## Die Rezeption
Es gab sehr viele positive, teilweise sogar enthusiastische Besprechungen des Solokonzertes „La Scala“. So wusste die italienische Zeitung „Il Messagero“ zu berichten: „Keith Jarrett lässt all seine Konzerte aufnehmen, die allerbesten werden zu Platten – so war es der Fall beim ‚Köln Concert‘, dem ‚Paris Concert‘, dem ‚Vienna Concert‘. Das Konzert in der Scala verdient zweifellos auch eine solche Dokumentation, denn der Pianist war in bestechender Form. Jarrett überzeugte in jedweder Hinsicht, sein Anschlag war präzise, sicher, zärtlich, seine berühmten Harmonien in Hülle und Fülle präsent, seine Kontrolle der Farben und Klänge absolut. Die rollenden, fließenden, ausgedehnten Piano-Improvisationen bilden heute schon ein Genre für sich, innerhalb dessen Jarrett Musik machen kann, die jedem zu Herzen geht.“ Die Zeitschrift Stereoplay kommentierte: „Es ist die emotionale Wucht hinter den ‚greifbaren‘ Akkordfolgen und rhythmischen Variationen, die Keith Jarretts improvisierte Soloklavier-Konzerte so einzigartig macht. Im Februar 1995 setzte sich der Piano-Magier in der ehrwürdigen Mailänder Scala an den Flügel – und bot alles, was seinen Anhängern das Herz aufgehen läßt: mutige, scharf konturierte, von der Eingebung geleitete Phantasien mit einem leisen ‚Over The Rainbow‘ als Zugabe.“ Und das Hifi-Magazin Audio schrieb „Sitzt Keith Jarrett für ein Solokonzert am Flügel, so fließen die Ideen ohne einen Gedanken ans Jazz-Standardrepertoire. In der Mailänder Scala träumte er am 13. Februar 1995 anfangs wie gedankenverloren vor sich hin. Langsam spielte er sich in Trance, fand zu magischen Rhythmen, nahm sie gegen Ende der ersten, 44minütigen Improvisation zurück. Im 27minütigen ‚Part II‘ sprühen die Töne wie Gischt aus dem Instrument – eine späte, virtuose Erinnerung an die ungebundenen Zeiten des Free Jazz. Als Zugabe betört sanft ‚Over The Rainbow‘.“ Ein Rezensent des Albums bei amazon.de schreibt sogar: „Wie beschreibt man Musik, die so perfekt ist wie Keith Jarrett’s ‚La Scala‘. Als hätte jemand mit der offenen Hand in meine Seele gegriffen und meine Gefühle mit ‚La Scala – Part I‘ vertont. La Scala ist fein improvisiert, ein Auf und Ab der Gefühle, ein Kampf mit sich selbst, ein Dialog. La Scala beschreibt das Leben. Worte sind da überflüssig. Keith Jarrett’s Part I hat mich tief berührt – und seine Musik mich in vielen Lebenslagen begleitet. Sehr empfehlenswert!“

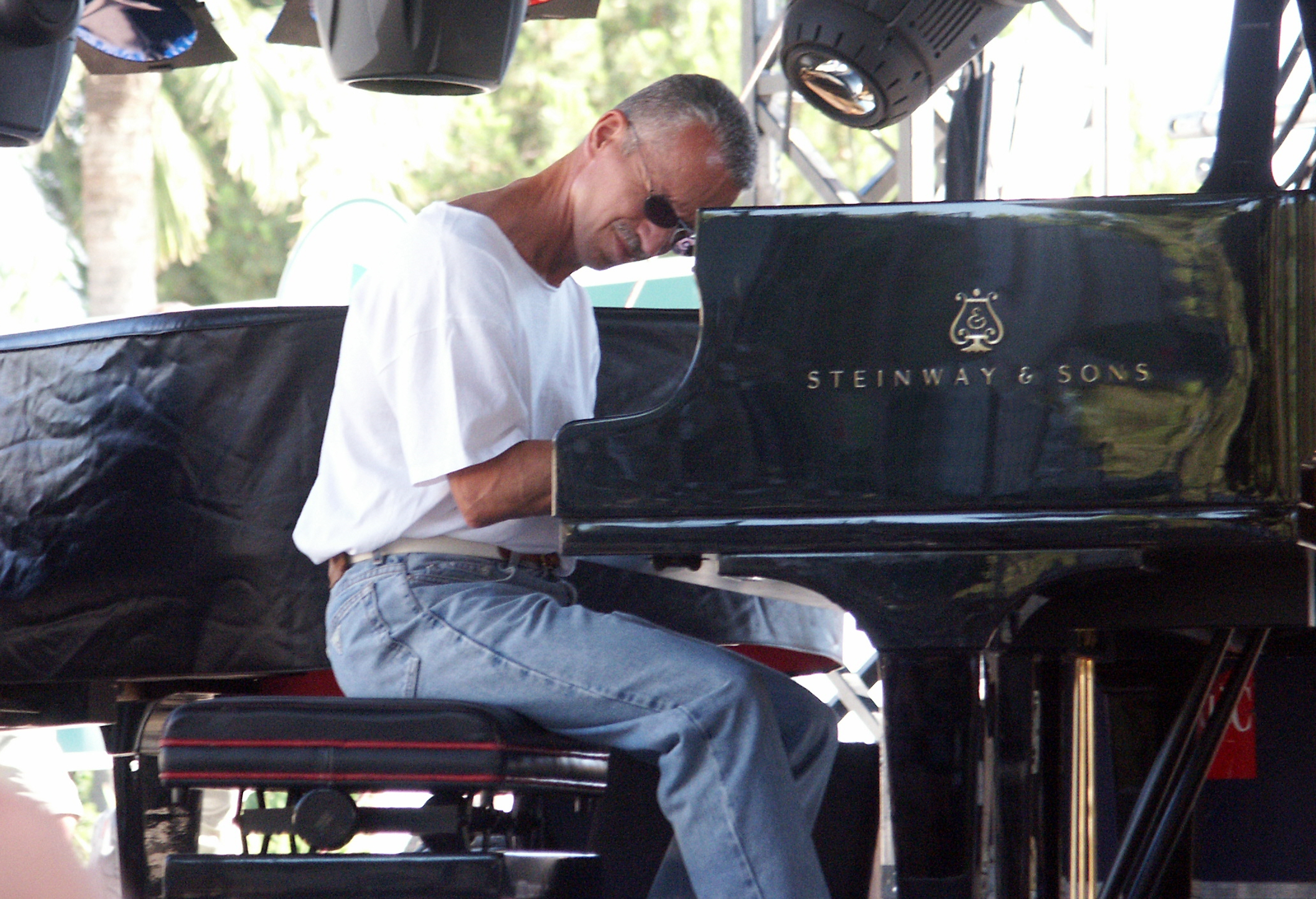
Keith Jarrett

Es gab aber auch kritische Stimmen, etwa die Einschätzung bei thecityreview.com: „Seine neueste CD, ‚La Scala‘ … ist nicht eine seiner besten. Es ist eines seiner Solokonzerte für Klavier, diesmal aufgenommen im berühmten italienischen Opernhaus. Es ist harsch, mitunter sogar abweisend und es ist nicht transzendent, wie seine besten Solokonzerte es waren. Man sollte es meiden, aber nur zu Gunsten von Jarretts vielen Meisterwerken.“
In der Bewertung bei Allmusic.com durch Scott Yanow erhält das Album vier von fünf Sternen mit der folgenden Feststellung: „Die Musik insgesamt entwickelt sich langsam, hält aber immer die Aufmerksamkeit des Hörers. Das bekräftigt erneut den Standpunkt, dass Keith Jarrett einer der besten Pianisten der 1980er und 1990er Jahre ist“. „The Penguin Guide to Jazz“ vergab sogar nur 3,5 von 5 Sternen.